# Australiens MotoGP 2006
Australiens MotoGP 2006 var ett race som kördes i regn på Phillip Island Grand Prix Circuit.

## MotoGP
I regnet så var det regnfantomerna Marco Melandri och Chris Vermeulen som kom etta och tvåa. Valentino Rossi tog in ytterligare fem poäng på VM-ledande Nicky Hayden genom en tredjeplats, med amerikanen som femma.

### Resultat
| Placering | Förare           | Märke    |
| --------- | ---------------- | -------- |
| 1         | Marco Melandri   | Honda    |
| 2         | Chris Vermeulen  | Suzuki   |
| 3         | Valentino Rossi  | Yamaha   |
| 4         | Sete Gibernau    | Ducati   |
| 5         | Nicky Hayden     | Honda    |
| 6         | Casey Stoner     | Honda    |
| 7         | Loris Capirossi  | Ducati   |
| 8         | Shinya Nakano    | Kawasaki |
| 9         | Toni Elías       | Honda    |
| 10        | Makoto Tamada    | Honda    |
| 11        | Randy de Puniet  | Kawasaki |
| 12        | John Hopkins     | Suzuki   |
| 13        | Alex Hofmann     | Ducati   |
| 14        | Kenny Roberts Jr | KR       |
| 15        | Dani Pedrosa     | Honda    |